# Paulo Ribenboim
Paulo Ribenboim, né le 13 mars 1928 au Brésil à Recife, est un mathématicien spécialiste de la théorie des nombres. Ribenboim vit au Canada depuis 1962. Il est l'auteur de 13 livres et de 120 articles. Ribenboim  a été professeur de mathématiques à l'Université Queen's à Kingston, Ontario, et est actuellement professeur émérite.

## Biographie

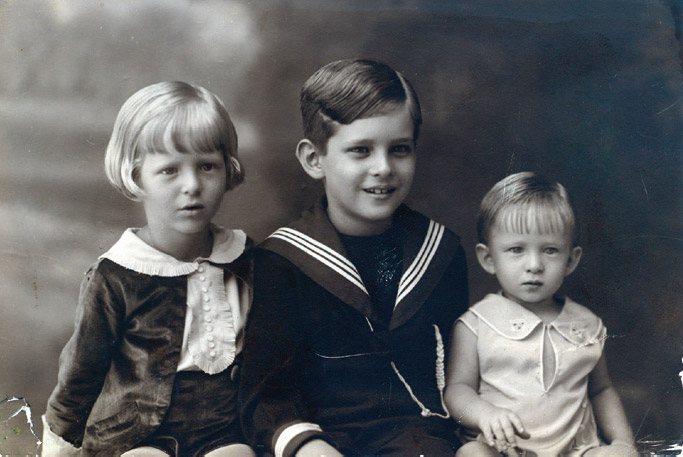
Paulo Ribenboim enfant (blond, à gauche), avec ses frères Hermano et Mário.

## Prix et distinctions
En 1995, il reçoit le Prix Pólya décerné par la Mathematical Association of America, pour son article « Prime Number Records » publié dans The College Mathematics Journal (en), Vol. 25 (1994), 280–290.
Le prix Ribenboim de la Canadian Number Theory Association porte son nom.